# دان نورتن
دان نورتن (بالإنجليزية: Dan Norton) هو لاعب اتحاد الرغبي بريطاني، ولد في 22 مارس 1988 في غلوستر في المملكة المتحدة.

## وصلات خارجية
- دان نورتون على موقع سلسلة سباعيات الرغبي العالمية - رجال (الإنجليزية)
- دان نورتون على موقع ItsRugby.co.uk (الإنجليزية)
- دان نورتون على موقع أوليمبيديا (الإنجليزية)
- دان نورتون على موقع اللجنة الأولمبية البريطانية (الإنجليزية)